# Staatskommissär
Ein Staatskommissär ist in Österreich ein vom Bundesminister für Finanzen ernanntes Organ der Finanzmarktaufsichtsbehörde.
Er ist für die Aufsicht der Pensionskassen, Betrieblichen Vorsorgekassen, diverser Kapitalanlagegesellschaften sowie von Kreditinstituten, deren Bilanzsumme eine Milliarde Euro übersteigt, einzusetzen. Die Funktionsperiode beträgt jeweils fünf Jahre, eine vorzeitige Abberufung ist bei nicht ausreichender Aufgabenerfüllung möglich.
Es dürfen nur Personen unter 65 Jahren mit Hauptwohnsitz im EWR bestellt werden, die in keinem wirtschaftlichen Naheverhältnis zum betroffenen Institut stehen und die die erforderliche Sachkenntnis für die Überprüfung besitzen.
Dem Staatskommissär kommen umfangreiche Prüfungsbefugnisse beim jeweiligen Institut zu, so hat er beispielsweise das Recht, an Haupt- oder Generalversammlungen sowie Aufsichtsrats- und Prüfungsausschusssitzungen der jeweiligen Institute teilzunehmen, bei diesen zu sprechen und Protokolle der Sitzungen zu erhalten sowie Einsicht in Akten und Unterlagen zu nehmen. Für den Fall der Fällung eines gesetzeswidrigen Beschlusses kann der Staatskommissär diesen bis zur Entscheidung durch die Finanzmarktaufsichtsbehörde aufheben beziehungsweise dessen Umsetzung pausieren.
Gleichzeitig mit einem Staatskommissär ist auch jeweils ein Stellvertreter zu bestellen, dem die gleichen Rechte zukommen. Maßgebliche Rechtsvorschrift ist das Bankwesengesetz.